# Kamień głodowy

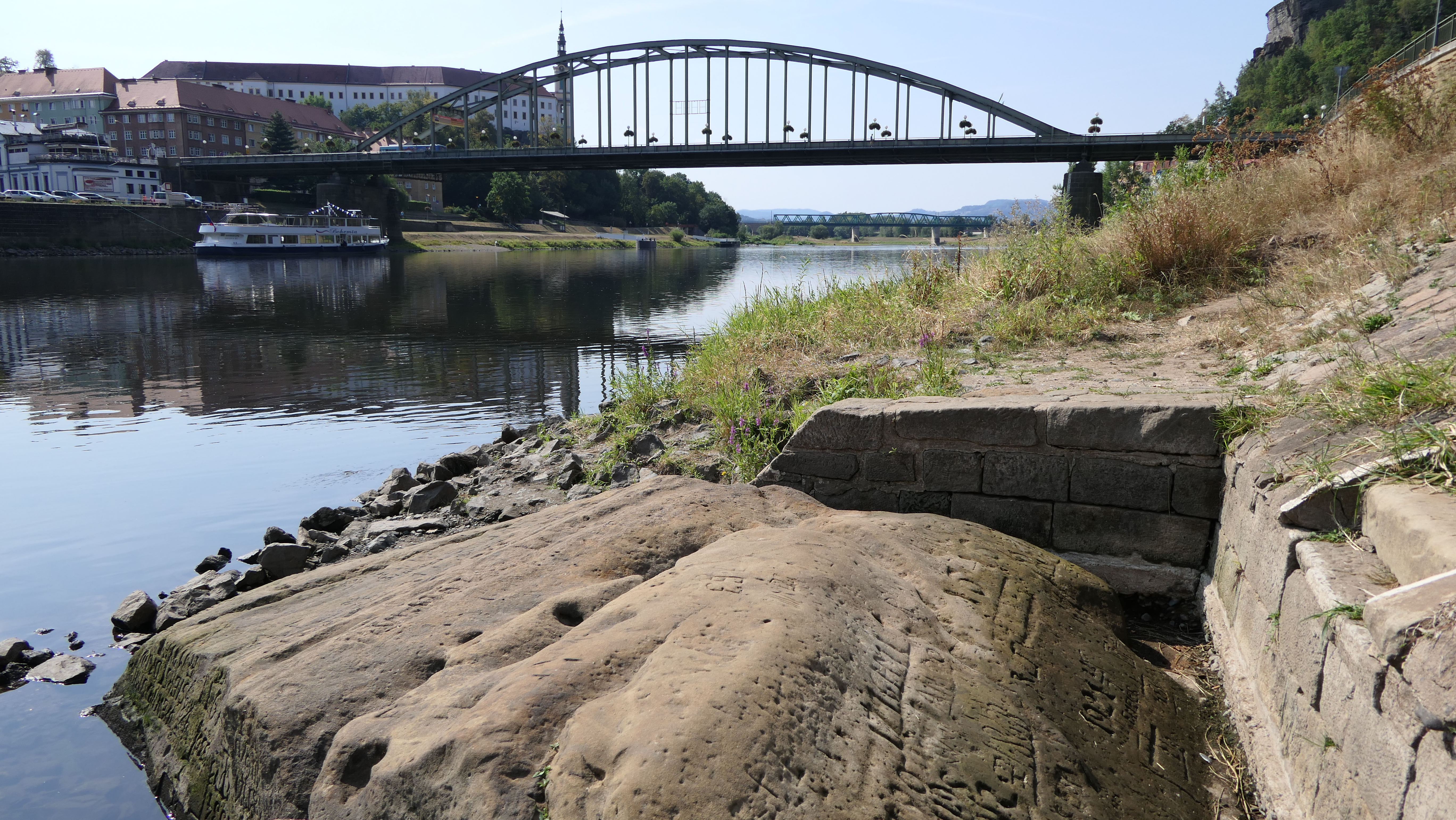
Kamień głodowy w czeskim Děčínie

Kamień głodowy (niem. Hungerstein) – głaz ostrzegający przed zbliżającą się klęską głodu. Kamienie głodowe były umieszczane na terenach osadnictwa niemieckiego w Europie w okresie od XV do XIX stulecia.
Spora część kamieni powstała w latach 1816–1817, w związku z anomaliami klimatycznymi spowodowanymi wybuchem wulkanu Tambora.

## Funkcja
Kamienie były kładzione w korycie rzeki w taki sposób, aby były widoczne jedynie w sytuacji znacznego spadku poziomu wody w rzece, wywołanego przez suszę. Widok kamienia miał ostrzegać okolicznych mieszkańców przed głodem, wywołanym suszą i związanym z nią pogorszeniem zbiorów. Służyły zatem jako rodzaj wodowskazu.

## Wygląd
Kamienie były często oznaczane latami, w których dochodziło do suszy i głodu. Zdarzały się także inne dopiski: na kamieniu z czeskiego Děčína znalazła się np. inskrypcja Kiedy mnie widzisz, płacz (niem. Wenn du mich siehst, dann weine).

## Wybrane kamienie
| Państwo | Miejscowość                  | Opis | Zdjęcie |
| ------- | ---------------------------- | --- | ------- |
| Czechy  | Děčín (na lewym brzegu Łaby) | Najstarsze oznaczenie roku pochodzi z 1616 r. Na kamieniu znajduje także się niemiecka inskrypcja (z początku XX w.) o treści Wenn du micht siehst, dann weine (niem. Kiedy mnie widzisz, płacz) oraz czeska inskrypcja (prawdopodobnie z 1938 r.) o treści Neplač holka, nenaříkej, když je sucho, pole stříkej (cz. Nie płacz dziewczyno, nie denerwuj się, kiedy jest sucho, po prostu podlej swoje pole). |         |
| Niemcy  | Bleckede (na Łabie)          | Na kamieniu znajduje się inskrypcja Geht dieser Stein unter, wird das Leben wieder bunter (niem. Gdy ten kamień zatonie, życie znów nabierze kolorów). |         |
| Niemcy  | Schönebeck (muzeum)          | Kamień znajdował się w (obecnie zasypanym) basenie portowym Schönebeck (nad Łabą). Znajdują się na nim oznaczenia roku 1904 i 1921. |         |